# 1999
1999 (MCMXCIX) a fost un an obișnuit al calendarului gregorian, care a început într-o zi de vineri. A fost desemnat:
- Anul Internațional a Persoanelor Vârstnice, de Națiunile Unite.

## Evenimente

### Ianuarie

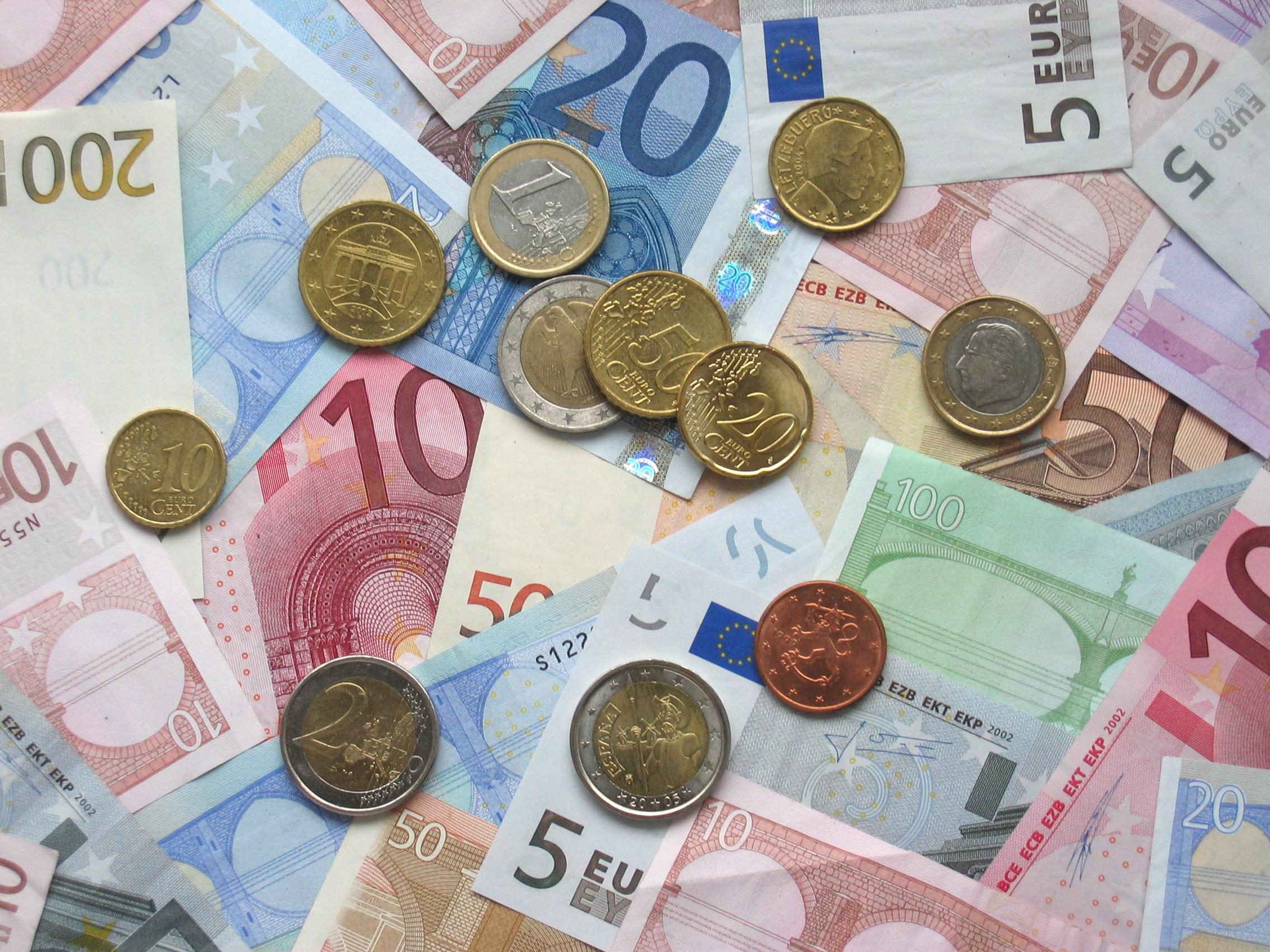
1 ianuarie: Moneda euro este introdusă ca monedă oficială a Uniunii Europene, în formă electronică (fără bancnote).

- 1 ianuarie: Moneda euro este introdusă ca monedă oficială a Uniunii Europene, în formă electronică (fără bancnote) în 11 țări: Germania, Franța, Italia, Belgia, Țările de Jos, Luxemburg, Spania, Portugalia, Austria, Finlanda și Irlanda.
- 4 ianuarie: Greva minerilor din Valea Jiului. Aproape 15.000 de mineri de la Compania Naționala a Huilei din Valea Jiului încep o grevă pentru a obține mărirea salariilor și renunțarea la programul de închidere a minelor nerentabile, amenințând că vin la București, în cazul în care revendicările lor nu vor fi satisfăcute. Radu Berceanu, ministrul Industriei și Comerțului precizează că satisfacerea tuturor revendicărilor minerilor ar însemna o cheltuială de peste 500 de milioane de dolari din bugetul pe 1999. Minerii scandează „Cozma și ortacii lui/spaima Bucureștiului”.[1]
- 7 ianuarie: A început procesul împotriva președintelui american Bill Clinton, acuzat de sperjur.
- 10 ianuarie: În urma negocierilor dintre Ministerul Industriilor și Comerțului și Liga Sindicatelor Miniere din Valea Jiului și Confederația Sindicatelor Miniere din România (fără participarea lui Cozma) se decide că datoriile mineritului - 4000 miliarde lei - pot fi șterse dacă se reduc pierderile sectorului, într-o primă fază cu 30% și integral până la sfârșitul anului.[1]
- 12 ianuarie: A cincea mineriadă: Peste 6.000 de mineri se încolonează și pornesc în marș din Petroșani, prin Defileul Jiului. După ce parcurg 10 km, până în localitatea Livezeni, Cozma le ordonă protestatarilor să se întoarcă în Petroșani.[1]
- 13 ianuarie: Baschetbalistul american Michael Jordan și-a anunțat pentru a doua oară retragerea din circuitul NBA.
- 14 ianuarie: A cincea mineriadă: Îmbarcați în 11 autobuze, o parte din minerii greviști în frunte cu Miron Cozma pleacă iarăși din Petroșani prin Defileul Jiului. Coloana de autobuze sparge barajele din nisip și bolovani ridicate de subordonați ai Ministerului de Interne condus de Gavril Dejeu, care nu opun nici o rezistență. Învingător, Cozma dă semnalul de întoarcere la Petroșani.[1]
- 15 ianuarie: A cincea mineriadă: Judecătoria Petroșani  declară ilegală greva minerilor din Valea Jiului. Liga Sindicatelor miniere transmite o cerere Poliției din București pentru aprobarea „organizării unor manifestări - marșuri și mitinguri de protest în București, în perioada 18-24 ianuarie 1999, pentru 10.000 de membri de sindicat în fața Guvernului și a Ministerului Industriilor și Comerțului”.[1]
- 18 ianuarie: A cincea mineriadă: Peste 10.000 de mineri încep un marș spre București.
- 20 ianuarie: A cincea mineriadă: Președintele convoacă Parlamentul în sesiune extraordinară. Guvernul este gata să negocieze, cu condiția ca minerii să se oprească. Aceștia sunt gata să discute, dar numai cu prim-ministrul Radu Vasile. În jurul orei 18:00, cei aproximativ 10.000 de mineri ajung la Horezu, unde înnoptează.
- 21 ianuarie: A cincea mineriadă: La București are loc o conferință de presă comună a GDS, Alianța Civică, AFDPR, LADO, Asociația victimelor mineriadelor 1990–1991, la care se face publică hotărârea de a organiza un marș de protest față de manifestările minerilor, vineri, 22 ianuarie. La Timișoara, peste 1000 de reprezentanți ai societății civile organizează un miting de protest. La ora 15:00, minerii forțează barajul de la Costești, pe care după o oră îl penetrează.
- 21 ianuarie: Ministrul de Interne, Gavril Dejeu, își prezintă demisia. Este înlocuit cu  țărănistul Constantin Dudu Ionescu.
- 22 ianuarie: A cincea mineriadă: „Pacea de la Cozia”, încep negocierile dintre comisia condusă de prim-ministrul Radu Vasile și liderul minerilor Miron Cozma. La ora 18:30, negocierile se încheie, prim-ministrul declarând: Nici o parte nu a câștigat, în schimb a câștigat țara.
- 22 ianuarie: Victor Babiuc, ministrul Apărării, informează că în urma confruntării dintre mineri și forțele de ordine, în defileul Jiului, au fost răniți 134 de polițiști și 61 de jandarmi, dintre care unii se află spitalizați în stare gravă.[2] Pagubele Ligii Sindicatelor Miniere din Valea Jiului, înregistrate între 4-22 ianuarie se ridică la 25 de miliarde lei.[2]
- 22 ianuarie: În București are loc un „marș al tăcerii” la care participă peste 15.000 de oameni, în semn de protest față de recenta mineriadă.[2]
- 23 ianuarie: A cincea mineriadă: Miron Cozma și Romeo Beja, liderii minerilor, îl conving pe prim-ministrul Radu Vasile să redeschidă minele Dâlja și Bărbăteni și să promită o creștere salarială pentru ortaci de 30–35%. Minerii se reîntorc în Valea Jiului.
- 25 ianuarie: Președintele FPS anunță semnarea contractului de vânzare a 65,23% din acțiunile rafinăriei Petromidia către firma turcească Akmaya Sanayia. Prețul oferit pentru Petromidia este de 725 milioane de dolari, sumă cu care se cumpără acțiuni, se vor face investiții, se vor plăti datorii ale rafinăriei. La data vânzării, Petromidia reprezenta 10% din pierderile înregistrate de întreprinderile de stat din România.[3]
- 26 ianuarie: Întâlnire între Papa Ioan Paul al II-lea și președintele american Bill Clinton. Suveranul pontif rămâne la Saint-Louis timp de 48 de ore.
- 28 ianuarie: Conform unui sondaj de opinie efectuat de IMAS 58,8% din cei chestionați nu sunt de acord cu greva minerilor, 70,7% sunt de părere că minele nerentabile trebuie închise, iar 64,8% nu cred că trebuia folosită forța pentru a împiedica venirea minerilor la București.

### Februarie
- 7 februarie: Regele Hussein al Iordaniei moare, iar fiul său, Abdullah II moștenește tronul.
- 12 februarie: Bill Clinton este achitat de Senatul american în procesul de demitere.
- 13 februarie: Gabriela Szabo stabilește un nou record mondial la proba de 5000 de metri.
- 15 februarie: Curtea Supremă îl condamnă pe Miron Cozma la 18 ani de închisoare pentru participarea la mineriada din 23-28 septembrie 1991, fiind acuzat de subminarea puterii de stat, nerespectarea regimului armelor și munițiilor și încălcarea normelor de transport pe căile ferate.[4]
- 17 februarie: A șasea mineriadă: Au avut loc, în localitatea Stoenești, județul Olt, confruntări violente între forțele de ordine și grupuri de mineri porniți spre Capitală. Forțele Jandarmeriei opresc cei 3.500 de mineri. Miron Cozma a fost arestat.[4]
- 23 februarie: Membrii Consiliului de Administrație al Bancorex, în frunte cu președintele băncii, Vlad Soare, au demisionat. În scurt timp deponenții iau cu asalt ghișeele băncii pentru retragerea banilor.
- 26 februarie: Guvernatorul BNR, Mugur Isărescu, afirmă că Bancorex a fost prejudiciată cu sute de milioane de dolari prin acordarea unor credite neperformante.

### Martie

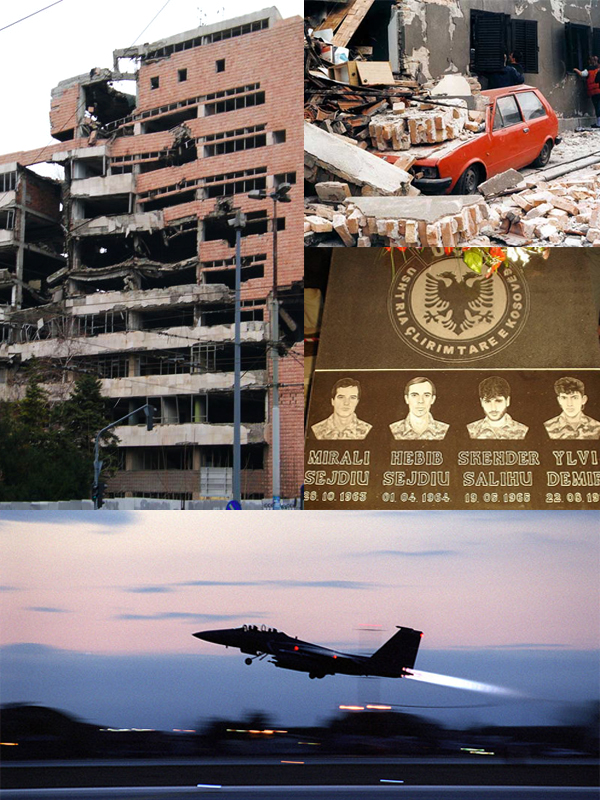
24 martie-10 iunie: Războiul din Kosovo. Exod masiv al kosovarilor în Albania și Macedonia; lovituri aeriene NATO asupra Serbiei.

- 1 martie: A fost înființată, în Shenzhen, R.P. Chineză compania de rețelistică Shenzhen Jixiang Tenda Technology Co., Ltd, cunoscută ca Tenda.
- 2 martie: Camera Deputaților votează pentru ridicarea imunității parlamentare a deputatului PDSR Gabriel Bivolaru (242 voturi pentru, 50 împotrivă, un vot anulat). Acesta este acuzat că prin fals, uz de fals, înșelăciune, evaziune fiscală, a prejudiciat BRD, și nu numai, valoarea actualizată a prejudiciilor ridicându-se la peste 260 miliarde de lei.[5]
- 10 martie: Marile sindicate române – CNSLR-Frăția, BNS, Cartel „Alfa”, CSDR – se solidarizează. Se definitivează o listă de revendicări pentru guvernanți și planul de acțiuni comune de proteste, care urmează să culmineze cu o grevă generală la 26 aprilie.
- 12 martie: Are loc ceremonia oficială prin care Cehia, Polonia și Ungaria devin membre cu drepturi depline ale NATO.
- 21 martie: Balonul Breitling Orbiter 3, la bordul căruia s-au aflat francezul Bertrand Piccard și britanicul Brian Jones, a reușit să aterizeze în Egipt, după ce a făcut înconjurul Terrei, fără escală, în aproape 20 de zile.
- 23 martie: Javier Solana, secretar general al NATO, dă ordinul de lansare a operațiunilor aeriene în Republica Federală a Iugoslaviei. Președintele american Bill Clinton a declarat: Superputerea mondială trebuie să se îndrepte împotriva purificărilor etnice.
- 24 martie: Începutul agresiunii NATO contra Iugoslaviei. Raidurile NATO au provocat, din cauza unor "erori în stabilirea țintelor", victime civile: cel puțin 484 de morți, potrivit unor surse sârbe. Numărul refugiaților s-a ridicat la circa 800.000.
- 25 martie: Revoltă anti-NATO la Skopje. Aproximativ 10.000 de protestatari au atacat cu cocktail-uri Molotov ambasadele Statelor Unite, Germaniei și Marii Britanii, precum și Hotelul Aleksander (unde erau găzduiți verificatorii OSCE evacuați din Kosovo) și Hotelul Continental, sediul NATO la Skopje, provocând pagube clădirilor și incendiind automobilele diplomatice.

### Aprilie

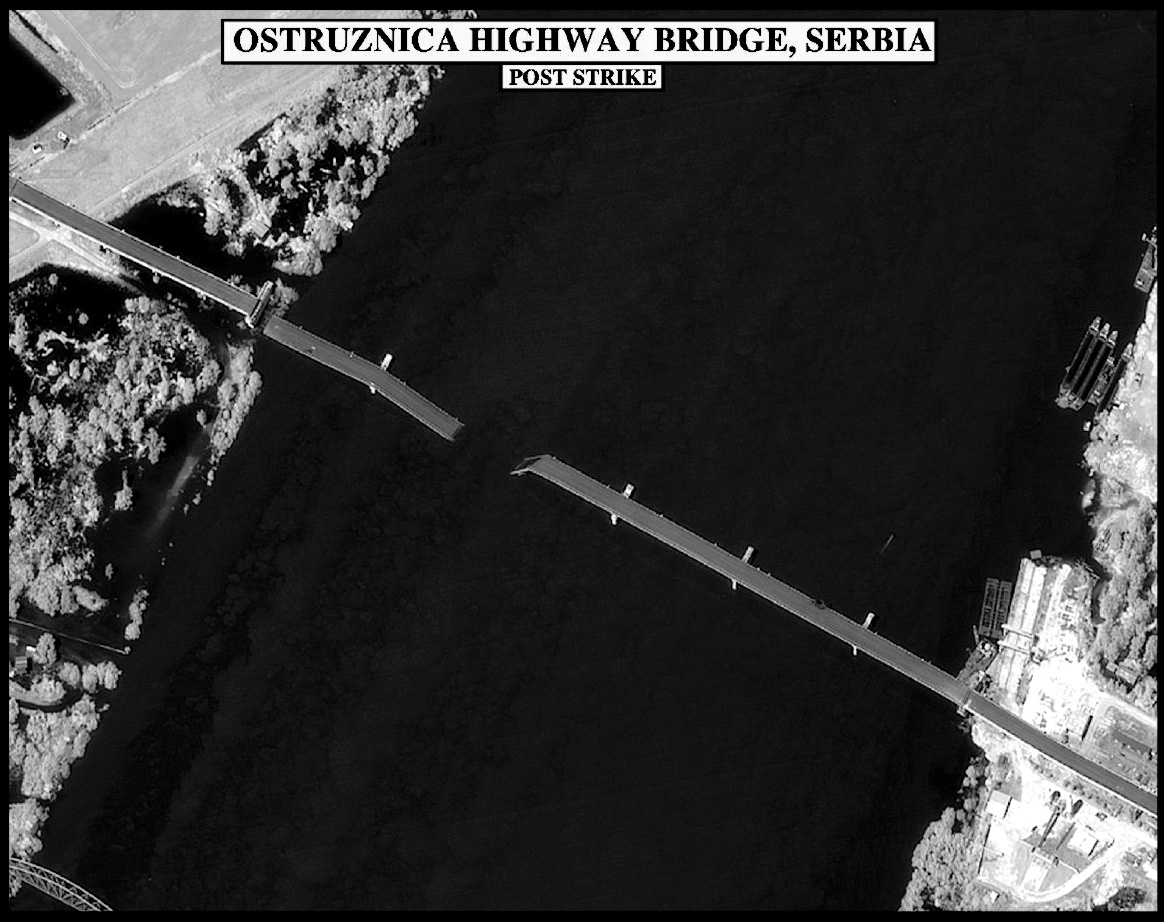
Podul Ostružnica lovit în timpul Operațiunii Forțelor Aliate

- 5 aprilie: În urma unui raid al NATO, vizând cazarmele din localitatea minieră Aleksinac (200 km sud de Belgrad), 17 civili au fost uciși din cauza unei bombe de 250 kg, ghidată prin laser, dirijată asupra unei zone rezidențiale. La 6 aprilie, Pentagonul admite că bomba lansată de un avion american și-a ratat ținta.
- 7 aprilie: Fundația Națională pentru Știință și Artă, împreună cu Academia Română, a acordat regizorului Andrei Șerban, Premiul de Excelență în Cultura Românească.
- 8 aprilie: Mii de persoane formează scuturi umane pe trei poduri din Belgrad și Novi Sad pentru a le proteja împotriva raidurilor NATO.
- 9 aprilie: Președintele rus, Boris Elțîn, cere Occidentului să nu împingă Rusia spre o implicare în conflictul iugoslav, pentru că acest lucru ar însemna declanșarea unui război european sau chiar mondial.
- 11 aprilie: India testează o nouă variantă a rachetei balistice cu rază medie de acțiune de tip AGNHI.
- 15 aprilie: Abdelaziz Bouteflika a câștigat alegerile prezidențiale din Algeria.
- 20 aprilie: Are loc cel mai grav atac armat într-un ținut de învățământ din istoria Statelor Unite ale Americii. Au decedat 15 persoane (inclusiv cei doi atacatori), iar încă 24 au fost rănite. Evenimentul tragic este cunoscut sub numele de: masacrul de la liceul Columbine.[6]
- 23 aprilie: Regele Spaniei înmânează Premiul Cervantes pe 1998 – considerat drept Premiul Nobel al Literaturii de limba spaniolă – poetului Jose Hierro, pentru poezia sa universală. Premiul este înmânat în ziua morții lui Cervantes, în aula Universității din Alcala de Henares (localitatea în care s-a născut creatorul lui "Don Quijote").

### Mai
- 4 mai: Tony Blair, prim-ministru al Regatului Unit vine într-o vizită oficială în România și ține un discurs în Parlament.
- 7-9 mai: Papa Ioan Paul al II-lea a efectuat o vizită ecumenică la București, prima vizită a unui suveran pontif în România și prima vizită pe care un Papă o face într-o țară majoritar ortodoxă.
- 13 mai: Guvernul adoptă o Ordonanță de Urgență care prevede transferul depozitelor persoanelor fizice, în valoare de 124 milioane dolari și 1.411,6 miliarde lei, de la Bancorex la BCR, care urmează să le restituie depunătorilor. Sumele vor fi preluate la datoria publică internă și acoperite prin titluri de stat.
- 16 mai: Marko Bela câștigă detașat un nou mandat în fruntea UDMR (64% din voturi).
- 27 mai: Slobodan Milošević este acuzat de crime împotriva umanității de către Tribunalul Penal Internațional.
- 28 mai: Scandalul dioxinei. Descoperirea unor animale contaminate cu dioxină și vândute de Belgia câtorva mii de ferme din lume.
- 28 mai: Se încheie restaurarea Cinei cea de taină a lui Leonardo da Vinci după 22 de ani.

### Iunie
- 11 iunie: Se încheie Războiul din Kosovo cu victoria NATO (1996-1999).
- 24 iunie: Chitara cu care Eric Clapton a înregistrat Layla, a fost vândută pentru 497.500 dolari.

### Iulie

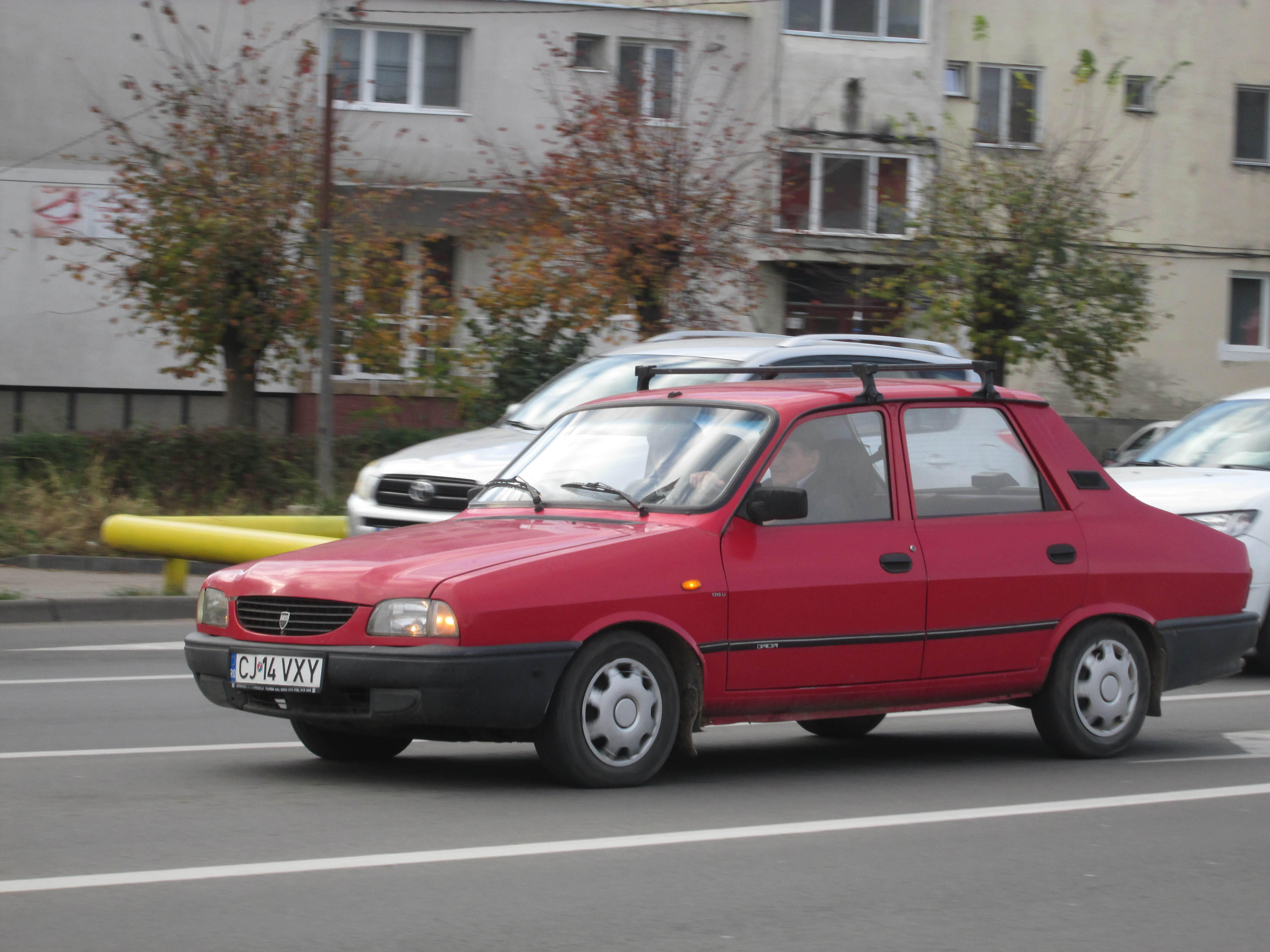
2 iulie: Se semnează contractul de vânzare cumpărare a pachetului majoritar de acțiuni la SC Automobile Dacia SA Pitești. Cumpărătorul este compania franceză Renault.

- 1 iulie: Regina Elisabeta a II-a a Marii Britanii a inaugurat, la Edinburgh, primul parlament scoțian ales în ultimii 300 de ani.
- 2 iulie: Se semnează contractul de vânzare cumpărare a pachetului majoritar de acțiuni la SC Automobile Dacia SA Pitești. Cumpărătorul este compania franceză Renault. Din valoarea totală a tranzacției, de 269,7 milioane de dolari, 50 de milioane vor fi achitate pentru pachetul de acțiuni, iar 219,7 milioane vor fi folosite ca investiții, în următorii 5 ani.[7]
- 5 iulie: Bundestagul (Camera Inferioară a Parlamentului German) începe să se mute oficial din Bonn la Berlin.
- 15 iulie: Generalii MApN, Victor Atanasie Stănculescu și Mihai Chițac au fost condamnați la 15 ani închisoare pentru omor deosebit de grav și tentativă de omor, fapte săvârșite în decembrie 1989 la Timișoara, în timpul reprimării demonstrațiilor împotriva regimului comunist.
- 25 iulie: Ciclistul american, Lance Armstrong, câștigă primul său Tur al Franței.
- 28 iulie: Tribunalul București înscrie noua formațiune politică, Alianța Națională Creștin Democrată (ANCD) desprinsă din PNȚCD în frunte cu Victor Ciorbea.
- 28 iulie: Comisia Europeană hotărăște să finanțeze România cu peste 600 milioane euro anual, până în 2003, în cadrul procesului de preaderare la Uniunea Europeană. Pentru a beneficia de aceste fonduri, România trebuie să asigure o cofinanțare de peste 100 milioane euro și să atragă aceste fonduri prin proiecte temeinic întocmite.

### August

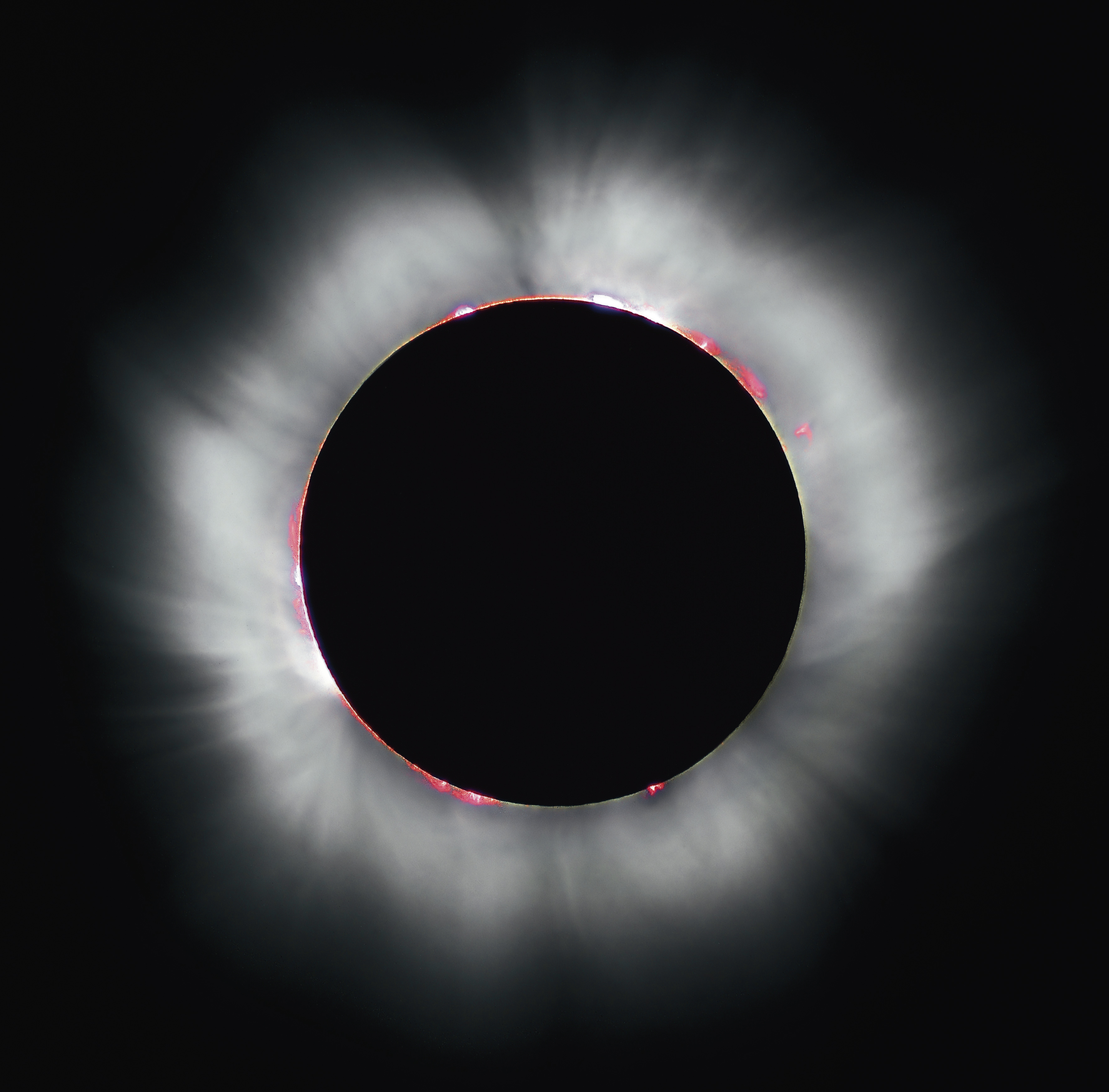
11 august: Eclipsă totală de soare.

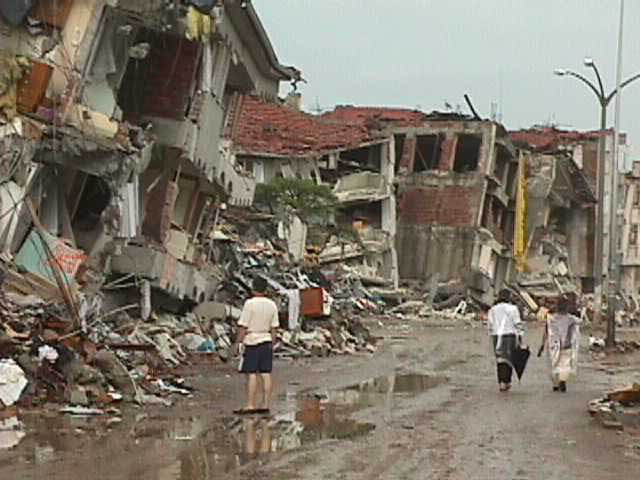
17 august: Cutremurul de la Izmit. În Turcia a avut loc un cutremur cu magnitudinea de 7,6 grade pe scara Richter. Au decedat 18.373 de persoane, iar alte 48.901 au fost rănite. 311.693 de case au fost distruse.

- 11 august: Are loc  eclipsă totală de soare cu vizibilitate maximă din România. Vine în vizită în România directorul NASA pentru a vedea eclipsa.
- 17 august: Cutremurul de la Izmit. În Turcia, a avut loc un cutremur cu magnitudinea de 7,6 grade pe scara Richter. Au decedat 18.373 de persoane, iar alte 48.901 au fost rănite. 311.693 de case au fost distruse.

### Septembrie
- 23-24 septembrie: După 21 de ani, un cancelar al Germaniei vine în vizită oficială în România. Cancelarul Gerhard Schroder ține un discurs în Parlamentul României și are întâlniri cu oficialitățile române.

### Octombrie
- 8 octombrie: Președinții PDSR, Ion Iliescu și Nicolae Păun, Partida Rromilor, semnează un protocol de colaborare și parteneriat politic. Colaborarea va funcționa și la alegerile locale, generale și prezidențiale, Partida Rromilor urmând să-i susțină pe candidații PDSR.
- 12 octombrie: Populația Pământului ajunge la 6 miliarde de locuitori.
- 18 octombrie: Președinții PDSR, Ion Iliescu, și PUR, Dan Voiculescu, semnează un protocol de colaborare politică valabil pentru alegerile locale la care cele două partide urmează să participe separat, dar să se sprijine reciproc.
- 20 octombrie: Parlamentul României votează Legea privind deconspirarea fostei Securități ca poliție politică. Confonn legii, dosarele fostei Securități rămân la instituțiile care le dețin – SRI, MI, MApN – urmând să fie studiate de un Consiliu Național condus de un Colegiu format din 11 membri validați de Parlament.
- 21 octombrie: A apărut la București primul număr al revistei Playboy.
- 25 octombrie: A avut loc primul transplant de cord din România, executat la Spitalul de Urgență Floreasca de o echipă de medici condusă de conf. dr. Șerban Brădișteanu.
- 28 octombrie: Studenții protestează în Piața Universității față de condițiile nesatisfăcătoare de studiu și de cazare, ca și de bursele prea mici.
- 31 octombrie: Mika Hakkinen câștigă al doilea titlu mondial la Formula 1.

### Noiembrie
- 4 noiembrie: La Brașov ies în stradă salariați de la SC Roman SA, nemulțumiți că nu li s-au mărit salariile conform promisiunilor oficiale. La fel și cei de la Tractorul Brașov. La Cluj protestează câteva mii de sindicaliști aparținând de Cartel „Alfa”, BNS, CNSLR-Frăția.
- 6 noiembrie: În cadrul unui referendum constituțional, australienii resping, în proporție de 54%, instaurarea republicii.
- 10 noiembrie: Mii de salariați de la SNCFR protestează împotriva planului de restructurare a societății făcut de ministrul Traian Băsescu.
- 25 noiembrie: Premierul Radu Vasile face o vizită oficială la Moscova unde are o întâlnire cu premierul rus Vladimir Putin.

### Decembrie

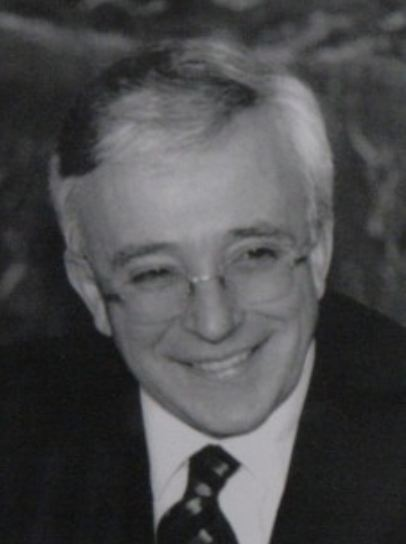
21 decembrie: Guvernul Mugur Isărescu este investit prin vot de Camerele reunite ale Parlamentului (305 pentru, 35 împotrivă).

- 3 decembrie: Naveta americană, Mars Polar, pierde contactul cu Pământul după ce ajunge în apropiere de Marte. Proiectul, în valoare de 165 milioane de dolari, este anulat.
- 13 decembrie: PNȚCD îi retrage sprijinul politic premierului Radu Vasile. Miniștrii țărăniști și liberali demisionează din Guvernul Vasile.
- 14 decembrie: Radu Vasile este revocat din funcția de prim-ministru al Guvernului. Radu Vasile declară că rămâne în continuare premier pentru că decretul prezidențial prin care a fost revocat din funcție este neconstituțional și-l va ataca la Curtea Constituțională.
- 15 decembrie: Germania acceptă să plătească 10 milioane de mărci drept compensații persoanelor care au fost supuse la muncă forțată în timpul nazismului.
- 16 decembrie: Președintele Emil Constantinescu îl desemnează pe guvernatorul BNR, Mugur Isărescu, drept candidat la funcția de prim-ministru al României.
- 20 decembrie: Începând cu această dată, Macao, care a fost timp de 442 de ani colonie portugheză, revine sub administrarea Chinei, având statut de Regiune Administrativă Specială.
- 21 decembrie: Guvernul Mugur Isărescu este investit prin vot de Camerele reunite ale Parlamentului (305 pentru, 35 împotrivă).
- 28 decembrie: PNȚCD votează excluderea din partid a lui Radu Vasile.
- 29 decembrie: Guvernul Isărescu adoptă măsuri importante de reducere a fiscalității, aplicabile de la 1 ianuarie 2000: reducerea impozitului pe profit de la 38% la 25%, o cotă unică de TVA de 19%, introducerea creditului fiscal de 10% pentru investiții, 5% impozit pe profitul realizat din export.[8]
- 31 decembrie: Președintele rus, Boris Elțîn, demisionează și va fi înlocuit de Vladimir Putin.
- 31 decembrie: Regina Elisabeta a II-a a Marii Britanii inaugurează „Millennium Dome”, la Londra.

### Nedatate
- BAE Systems. Companie britanică, producătoare de aparate de zbor, rachete, sisteme avionice și alte echipamente aerospațiale și din industria de apărare. A fost înființată prin fuziunea companiei British Aaerospace (BAe) cu Marconi Electronic Systems. La rândul ei, compania BAe provenea din fuziunea (1977, alături de alte două firme) companiei British Aircraft Corporation (BAC) cu Hawker Siddeley Aviation.

## Arte, științe, literatură și filozofie
- 8 martie: A luat ființă formația românească de muzică pop-dance, A.S.I.A., având în componență pe: Anca Neacșu, Sorana Darclée Mohamad, Irina Nicolae și Anemona Niculescu. S-a destrămat în 2006 și s-a reunit în data de 6 martie 2023, într-un concert aniversar.

## Nașteri

### Ianuarie
- 12 ianuarie: Andrei Chindriș, fotbalist român
- 19 ianuarie: Denis Hordouan, fotbalist român
- 28 ianuarie: Hiroki Abe, fotbalist japonez

### Februarie
- 2 februarie: Lirim Kastrati, fotbalist albanez
- 7 februarie: Jonas Wind, fotbalist danez
- 11 februarie: Andriy Lunin, fotbalist ucrainean (portar)
- 11 februarie: Kyosuke Tagawa, fotbalist japonez
- 16 februarie: Mario Mihai, fotbalist român
- 17 februarie: Alex de Minaur, jucător australian de tenis
- 19 februarie: Anastasia Nichita, luptătoare din Republica Moldova
- 23 februarie: Dayana, cântăreață română
- 25 februarie: Emy Alupei (Andreea Emilia Alupei), cântăreață română
- 25 februarie: Gianluigi Donnarumma, fotbalist italian (portar)

### Martie
- 5 martie: Madison Beer (Madison Elle Beer), cântăreață americană
- 7 martie: Ronald Araújo, fotbalist uruguayan
- 8 martie: Robert Moldoveanu, fotbalist român (atacant)
- 20 martie: Andreea Roșca, jucătoare română de tenis
- 26 martie: Maho Aikawa, cântăreață japoneză
- 27 martie: Tudor Băluță, fotbalist român

### Aprilie
- 2 aprilie: Emil Ruusuvuori, jucător finlandez de tenis
- 5 aprilie: Simona Radiș (Simona Geanina Radiș), canotoare română
- 5 aprilie: Simona Geanina Radiș, canotoare română
- 7 aprilie: Ricardo Grigore, fotbalist român
- 9 aprilie: Lil Nas X (n. Montero Lamar Hill), rapper, cântăreț și compozitor american
- 15 aprilie: Denis Șapovalov, jucător canadian de tenis
- 15 aprilie: Andrei Vlad, fotbalist român (portar)
- 17 aprilie: Andrea Miklós, atletă română
- 20 aprilie: Fabio Quartararo, motociclist francez
- 24 aprilie: Radu Boboc, fotbalist român
- 24 aprilie: Vlad Dragomir (Vlad Mihai Dragomir), fotbalist român
- 25 aprilie: Olimpiu Moruțan (Olimpiu Vasile Moruțan), fotbalist român

### Mai
- 17 mai: Daiki Hashioka, fotbalist japonez
- 23 mai: James Charles (James Charles Dickinson), celebritate Youtube, make-up artist și model american
- 25 mai: Ibrahima Konaté, fotbalist francez
- 28 mai: Cameron Boyce (Cameron Mica Boyce), actor american (d. 2019)

### Iunie
- 5 iunie: Alejandro Davidovici Fokina, jucător spaniol de tenis
- 10 iunie: Blanche (Ellie Delvaux), cântăreață belgiană
- 11 iunie: Kai Havertz (Kai Lukas Havertz), fotbalist german
- 17 iunie: Elena Rîbakina, jucătoare kazahă de tenis
- 18 iunie: Trippie Redd (Michael Lamar White IV), rapper și cântăreț american
- 24 iunie: Andrei Cordea (Andrei Ioan Cordea), fotbalist român
- 24 iunie: Darwin Núñez, fotbalist uruguayan
- 25 iunie: Abdülkadir Ömür, fotbalist turc
- 27 iunie: Chandler Riggs (Chandler Carlton Riggs), actor american
- 28 iunie: Markéta Vondroušová, jucătoare cehă de tenis

### Iulie
- 6 iulie: Denis Drăguș, fotbalist român (atacant)
- 10 iulie: Ana Luiza Filiorianu, sportivă română (gimnastică ritmică)
- 19 iulie: Tita (Hristina Milenova Penceva), cântăreață bulgară
- 20 iulie: Pop Smoke (Bashar Barakah Jackson), rapper, cântăreț, și textier american (d. 2020)
- 28 iulie: Keisuke Osako, fotbalist japonez
- 30 iulie: Joey King (Joey Lynn King), actriță americană
- 30 iulie: Thomas Pidcock, ciclist britanic

### August
- 3 august: Brahim Díaz (Brahim Abdelkader Díaz), fotbalist spaniol
- 3 august: Teodora Meluță, fotbalistă română
- 12 august: Matthijs de Ligt, fotbalist neerlandez
- 13 august: Riqui Puig (Ricard Puig Martí), fotbalist spaniol
- 29 august: Alexandru Mățan, fotbalist român
- 31 august: Miomir Kecmanović, jucător de tenis sârb

### Septembrie
- 9 septembrie: Bilal Hassani, cântăreț francez
- 14 septembrie: Laura Jurca, sportivă română (gimnastică artistică)
- 19 septembrie: Dalita Avanessian, cântăreață armeană
- 19 septembrie: Alexandra Emilianov, atletă din R. Moldova
- 21 septembrie: Alexander Isak, fotbalist suedez (atacant)
- 24 septembrie: Mei Nagano, actriță japoneză

### Octombrie
- 8 octombrie: Ion Gheorghe, fotbalist român
- 20 octombrie: Kisora Niinuma, actriță japoneză
- 26 octombrie: Cătălin Itu (Cătălin Mihai Itu), fotbalist român

### Noiembrie
- 2 noiembrie: Park Woo-jin, cântăreț sud-coreean
- 9 noiembrie: Karol Sevilla (n. Karol Itzitery Piña Cisneros), actriță și cântăreață mexicană
- 7 noiembrie: Bogdan Iancu (Bogdan Gabriel Iancu), actor român
- 10 noiembrie: João Félix (João Félix Sequeira), fotbalist portughez (atacant)
- 23 noiembrie: Andreea Iridon, sportivă română (gimnastică artistică)

## Decese

### Ianuarie
- 9 ianuarie: Hans Mokka, 87 ani, scriitor german (n. 1912)
- 18 ianuarie: Marian Papahagi, 50 ani, critic literar, eseist și traducător român (n. 1948)
- 23 ianuarie: Joe D'Amato, 62 ani, regizor italian de film (n. 1936)

### Februarie
- 1 februarie: Rudolf Kárpáti, 78 ani, scrimer olimpic maghiar (sabie), (n. 1920)
- 5 februarie: Wassily Leontief, 92 ani, economist rus de etnie evreiască, laureat al Premiului Nobel (1973), (n. 1906)
- 6 februarie: Hans Zikeli, 88 ani, handbalist român (n. 1910)
- 7 februarie: Umberto Maglioli, 70 ani, pilot italian de Formula 1 (n. 1928)
- 9 februarie: Angelo Miculescu, 69 ani, politician român (n. 1929)
- 15 februarie: Neculai Asandei, 70 ani, chimist român (n. 1928)
- 15 februarie: Big L (Lamont Coleman), 24 ani, rapper american (n. 1974)
- 15 februarie: Henry Way Kendall, 72 ani, fizician american (n. 1926)
- 16 februarie: James Hill, 72 ani, politician britanic (n. 1926)
- 18 februarie: Alexander Sherlock, 77 ani, politician britanic (n. 1922)
- 19 februarie: Constantin Oțet, 58 ani, antrenor și fotbalist român (n. 1940)
- 23 februarie: Grigore Beuran, 74 ani, prozator și romancier român (n. 1924)
- 25 februarie: Glenn Theodore Seaborg, 86 ani, chimist american, laureat al Premiului Nobel (1951), (n. 1912)

### Martie
- 1 martie: Vasile Chelaru, 77 ani, scrimer român (n. 1921)
- 3 martie: Gerhard Herzberg, 94 ani, astronom, fizician, profesor universitar și chimist canadian de etnie germană, laureat al Premiului Nobel (1971), (n. 1904)
- 3 martie: Neculai-Simeon Tatu, 67 ani, politician român (n. 1931)
- 4 martie: Vlad Mușatescu (Vlad Alexandru Mușatescu), 76 ani, scriitor și umorist român (n. 1922)
- 5 martie: Tia Peltz (Tia Ernestina Peltz), 76 ani, pictoriță română (n. 1923)
- 7 martie: Stanley Kubrick, 70 ani, regizor american (n. 1928)
- 8 martie: Adolfo Bioy Casares, 84 ani, prozator argentinian (n. 1914)
- 11 martie: Vlaicu Bârna, poet român (n. 1913)
- 12 martie: Yehudi Menuhin, 82 ani, violonist și dirijor american de etnie evreiască (n. 1916)
- 17 martie: Nicolae Dumitrescu, 77 ani, fotbalist român (n. 1921)
- 22 martie: Mario Bugeanu (Mario Narcis Bugeanu), 25 ani, fotbalist român (n. 1975)
- 22 martie: Valeriu Cristea, 62 ani, critic literar român (n. 1937)
- 24 martie: Gertrud Scholtz-Klink, 97 ani, politiciană germană (n. 1902)
- 26 martie: Dorin Teodorescu, 55 ani, solist român de operetă (tenor), (n. 1943)

### Aprilie
- 1 aprilie: Stipe Delić, regizor de film croat (n. 1925)
- 3 aprilie: Traian Iordache, 87 ani, fotbalist român (atacant), (n. 1911)
- 6 aprilie: Ion Grecea, prozator român (n. 1924)
- 15 aprilie: Artiom Lazarev, 84 ani, politician din R. Moldova (n. 1914)
- 15 aprilie: Harvey Postlethwaite, inginer britanic (n. 1944)
- 15 aprilie: Dr Harvey Postlethwaite, inginer britanic (n. 1944)
- 28 aprilie: Arthur Leonard Schawlow, 77 ani, fizician, profesor universitar și inventator american de etnie evreiască, laureat al Premiului Nobel (1981), (n. 1921)

### Mai
- 1 mai: Brian Shawe-Taylor, 84 ani, pilot britanic de Formula 1 (n. 1915)
- 8 mai: Dirk Bogarde (n. Derek Niven van den Bogaerde), 78 ani, actor și scriitor britanic (n. 1921)
- 12 mai: Saul Steinberg, 84 ani, caricaturist american de etnie evreiască, născut în România (n. 1914)
- 23 mai: Owen Hart (Owen James Hart), 34 ani, wrestler canadian (n. 1965)
- 25 mai: Efim Fradkin, 74 ani, fizician rus (n. 1924)
- 28 mai: Michael Barkai, 64 ani, ofițer israelian (n. 1935)

### Iunie
- 2 iunie: Robert Sobel, 68 ani, istoric american (n. 1931)
- 4 iunie: Emeric Székely, inginer și profesor universitar român (n. 1922)
- 11 iunie: DeForest Kelley (Jackson DeForest Kelley), 79 ani, actor american (n. 1920)
- 15 iunie: Fernand Dupuy, politician francez (n. 1917)
- 17 iunie: Emilia Milicescu, 91 ani, poetă, prozatoare, istoric literar și publicistă română (n. 1908)
- 20 iunie: Iulian Mihu, 72 ani, regizor român de film (n. 1926)
- 23 iunie: Marius Butunoiu, 79 ani, sculptor român (n. 1919)
- 24 iunie: Pompiliu Gîlmeanu, regizor român de film documentar (n. 1932)
- 25 iunie: Frederick Christ Trump, 93 ani, dezvoltator imobiliar american de etnie germană, tatăl lui Donald Trump (n. 1905)
- 27 iunie: Siegfried Lowitz (n. Siegfried Wodolowitz), 84 ani, actor german (n. 1914)
- 28 iunie: Gheorghe Gheorghiev, 92 ani, matematician român (n. 1907)

### Iulie

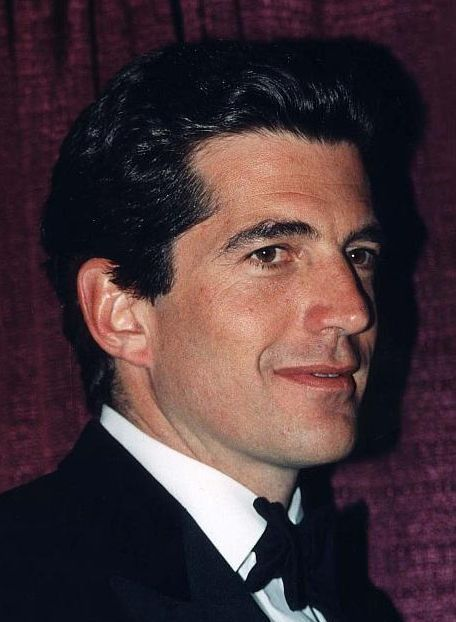
John F. Kennedy Jr.

- 2 iulie: Mario Puzo, 78 ani, scriitor american (n. 1920)
- 3 iulie: Mia Braia (n. Maria Braia), 84 ani, interpretă română de romanțe, muzică ușoară și muzică populară (n. 1911)
- 5 iulie: Liviu Petrescu, 57 ani, critic, istoric iterar și eseist român (n. 1941)
- 10 iulie: Mihai Cioroianu, 31 ani, alpinist de altitudine român (n. 1967)
- 12 iulie: Mircea Nedelciu, 48 ani, scriitor român (n. 1950)
- 14 iulie: Cornel Regman, 79 ani, critic și istoric literar român (n. 1919)
- 15 iulie: Elisabeth Hering, 90 ani, scriitoare germană (n. 1909)
- 16 iulie: John F. Kennedy Jr., 38 ani, jurnalist american, fiul lui JFK (n. 1960)
- 16 iulie: Dan Sava (aka Semaka), 32 ani, artist român (Vacanța Mare) (n. 1966)
- 16 iulie: Hiromi Yanagihara, 19 ani, cântăreață japoneză (n. 1979)
- 22 iulie: Ajlan Büyükburç, 28 ani, cântăreață turcă (n. 1970)
- 24 iulie: Jerzy Przybylski, 76 ani, actor polonez (n. 1923)
- 28 iulie: Maksim Munzuk, 89 ani, actor rus (n. 1910)
- 29 iulie: Anatoli Solovianenko, 66 ani, solist ucrainean de operă (tenor) (n. 1932)
- 30 iulie: Rumyana (Dineva Rumiana Naydenova), 33 ani, cântăreață bulgară (n. 1965)

### August
- 1 august: Silvia Dumitrescu-Timică, 96 ani, actriță română (n. 1902)
- 7 august: Brion James (Brion Howard James), 54 ani, actor american (n. 1945)
- 8 august: Nicolae Boboc, 79 ani, dirijor și compozitor român (n. 1920)
- 13 august: Nathaniel Kleitman, 104 ani, neurofiziolog si psiholog american, evreu originar din Basarabia (n. 1895)
- 13 august: Ion Pacea, 74 ani, pictor român (n. 1924)
- 16 august: Anton Alberts, 72 ani, arhitect neerlandez (n. 1927)
- 18 august: Hanoch Levin, 55 ani, poet israelian (n. 1943)
- 19 august: Mircea Sântimbreanu, 73 ani, scriitor român (n. 1926)
- 20 august: Dem Savu, 76 ani, actor de teatru, film și televiziune român (n. 1923)
- 21 august: Radu-Matei Livezeanu, 90 ani, politician român (n. 1909)
- 26 august: Elena Murgoci, 39 ani, atletă română (n. 1960)

### Septembrie
- 14 septembrie: Jehan Buhan, 87 ani, scrimer francez (n. 1912)
- 16 septembrie: Artiom Lazarev, 84 ani, politician din R. Moldova (n. 1914)
- 18 septembrie: Arie A. Arie (Arie Avram Arie), 78 ani, inginer electroenergetician român (n. 1921)
- 18 septembrie: Leo Valiani, 90 ani, politician italian (n. 1909)
- 25 septembrie: Marion Zimmer Bradley, 69 ani, scriitoare americană (n. 1930)
- 28 septembrie: Rafael Alberti, 96 ani, poet spaniol (n. 1902)
- 28 septembrie: Vasile Boghiță (Mihai Vasile Boghiță), 67 ani, actor român (n. 1932)

### Octombrie
- 1 octombrie: Mihail Grama, 74 ani, politician român (n. 1924)
- 2 octombrie: Heinz G. Konsalik (Heinz Günther Konsalik), 78 ani, scriitor german (n. 1921)
- 3 octombrie: Akio Morita, 78 ani, antreprenor japonez (Sony), (n. 1921)
- 4 octombrie: András Bodor, 84 ani, istoric și traducător român de origine maghiară (n. 1915)
- 4 octombrie: András Bodor, istoric și traducător român de origine maghiară (n. 1915)
- 6 octombrie: Amália Rodrigues (Amália Rebordão Rodrigues), 79 ani, cântăreață portugheză (n. 1920)
- 10 octombrie: Nakamura Hajime, 86 ani, filosof japonez (n. 1911)
- 14 octombrie: Alexandru Grozuță, 92 ani, interpret român de muzică populară și romanțe (n. 1907)
- 14 octombrie: Zdeněk Lorenc, 80 ani, scriitor ceh (n. 1919)
- 14 octombrie: Zdeněk Lorenc, scriitor ceh (n. 1919)
- 17 octombrie: Gheorghe Ionescu Gion, 90 ani, cântăreț român (n. 1909)
- 26 octombrie: Abraham Polonsky, 88 ani, politician american (n. 1910)
- 28 octombrie: Rafael Alberti, 96 ani, poet spaniol (n. 1902)

### Noiembrie
- 4 noiembrie: Cornel Popa, 64 ani, fotbalist român (n. 1935)
- 4 noiembrie: Cornel Popa, fotbalist român (n. 1935)
- 5 noiembrie: Radu G. Țeposu, 45 ani, critic literar, eseist și cronicar literar român (n. 1954)
- 15 noiembrie: Traian Șelmaru, 75 ani, critic literar român (n. 1914)
- 16 noiembrie: Georgică Alexandrache, 66 ani, politician român (n. 1933)
- 18 noiembrie: Vittorio Miele, 72 ani, pictor italian (n. 1926)
- 19 noiembrie: Yvette Cauchois, 90 ani, fiziciană franceză (n. 1908)
- 20 noiembrie: Amintore Fanfani, 91 ani, diplomat italian (n. 1908)
- 21 noiembrie: Ioan Chirilă, 74 ani, jurnalist sportiv român (n. 1925)
- 21 noiembrie: Marie Kraja, 88 ani, cântăreață albaneză (n. 1911)
- 25 noiembrie: Alejandro Ciorănescu, 88 ani, lingvist, poet și prozator român (n. 1911)
- 25 noiembrie: Mina Kiosea, 66 ani, poet găgăuz (n. 1933)
- 28 noiembrie: Néstor Vicente Madali González, 84 ani, scriitor filipinez (n. 1915)
- 29 noiembrie: John Berry, 82 ani, regizor american de film (n. 1917)
- 29 noiembrie: John Berry, regizor de film american (n. 1917)

### Decembrie
- 3 decembrie: Scatman John (n. John Paul Larkin), 57 ani, muzician american (n. 1942)
- 4 decembrie: Hans Gunther Aach, 80 ani, botanist german (n. 1919)
- 8 decembrie: Martin Ritt, 76 ani, regizor de film, american (n. 1914)
- 10 decembrie: Franjo Tuđman (Franjo Tudjman), 77 ani, politician croat (n. 1922)
- 20 decembrie: Valeriu Munteanu, 78 ani, lingvist și traducător român (n. 1921)
- 26 decembrie: Curtis Mayfield (Curtis Lee Mayfield), 57 ani, cântăreț american (n. 1942)
- 30 decembrie: Sarah Knauss, 119 ani, supercentenară americană (n. 1880)
- 30 decembrie: Louis Michel, 76 ani, fizician francez (n. 1923)

### Nedatate
- august: Tudor Popescu, 68 ani, dramaturg român (n. 1930)

## Premii Nobel
- Fizică: Gerardus 't Hooft, Martinus J.G. Veltman (Țările de Jos)
- Chimie: Ahmed H. Zewail (Egipt)
- Medicină: Günter Blobel (Polonia)
- Literatură: Günter Grass (Germania)
- Pace: Médecins Sans Frontières (MSF)